# Rhaphigaster nebulosa
Rhaphigaster nebulosa (Poda 1761) је врста стенице која припада фамилији Pentatomidae.

## Распрострањење
R. nebulosa има палеарктичко распрострањење. Насељава готово читаву Европу (осим Велике Британије и Скандинавије), Блиски исток, Кавказ, централну Азију и Пакистан. У Србији је честа врста, јавља се од низијских подручја до планина до 1000 м надморске висине.

## Опис
Дужина тела је око 14—16 mm. Тело је браон, сиве боје са жућкастим шарама и црним мрљама. Антене су црне са жутим или белим прстеновима на бази трећег, четвртог и петог сегмента. Ова врста се код нас може помешати са алохтоном инвазивном мраморном стеницом Halyomorpha halys , за разлику од ње R. nebulosa има јасан трн са вентралне стране тела између кокси (coxa) као и црне тачке на абдомену. R. nebulosa са дорзалне стране има црне тачке на мембранозном делу крила, које изостају код H. halys.

## Биологија
Јавља се једна генерација годишње, врста презимљава у стадијуму одрасле јединке, честа је и у урбаним срединама. Може се срести током читаве године, а одрасле јединке нове генерације јављају се почетком лета. Хране се на различитим биљкама, често на врстама из породица Salicaceae, Malaceae, Platanaceae, Fagaceae, Poaceae, итд.

## Галерија
- трн са дорзалне стране - карактеристика врсте

## Синоними
- Cimex nebulosa Poda, 1761